# Перомедузы
Перомедузы (лат. Periphyllidae) — семейство стрекающих из отряда корономедуз. Включает в себя 6 видов в составе 4 родов. Свободноплавающие одиночные медузы с колоколообразным, сильно выпуклым зонтиком из очень плотного (твердого как хрящ) студенистого вещества. На свободном крае зонтика от 8—16 лопастей и от 8—12 щупалец, в интеррадиусах четыре краевых тельца со слуховым аппаратом (колбочка и отолиты) и, кроме того, одним или несколькими глазками. Пищеварительный аппарат состоит из глотки, центрального желудка и 4 желудочных мешков, соединенных очень широким кольцевым каналом. Половые органы в виде 8 подковообразных половых желез (гонад), расположенных по радиусам на вогнутой (субумбрелларной) поверхности зонтика. Зрелые яйца, снабженные толстой оболочкой и питательным желтком, попадают в кольцевой канал, а оттуда через рот наружу. Живут в морях на большой глубине, однако могут быть обнаружены и в поверхностных водах.